# Piotr Kołodziej
Piotr Kołodziej (ur. 15 lutego 1853 w Siemianowicach Śląskich, zm. 14 grudnia 1931 tamże) – śląski pisarz ludowy oraz dramatopisarz, polski działacz społeczno-kulturalny i oświatowy na Górnym Śląsku.

## Życiorys
Pochodził z chłopskiej rodziny . Jego rodzicami byli Wojciech Kołodziej oraz Paulina Opat. Po zakończeniu szkoły ludowej pracował jako robotnik w hucie Laura w Siemianowicach . W 1883 roku został prezesem Związku Chrześcijańsko-Ludowego, a od 1919 był członkiem Towarzystwa Oświaty im. Św. Jacka w Siemianowicach.

## Twórczość
Był autorem około 30 utworów dramatycznych o komediowym charakterze zawierających wątki folklorystyczne, cieszących się dużą popularnością w amatorskich teatrach na Śląsku.
- Bogata wdowa (1883)
- Wycużnik (1884)
- Dziesięć tysięcy marek (1887)
- Sąsiedzi (1892)
- Macocha (1896)
- Górnicy (1894)
- Obieżysasi (1895) – poświęcony emigracji zarobkowej do Niemiec

## Upamiętnienie
- W Siemianowicach Śląskich znajduje się ulica im. Piotra Kołodzieja.
- Jego imię nosi Zespół Szkół Technicznych i Ogólnokształcących Meritum im. Piotra Kołodzieja w Siemianowicach Śląskich[5].